# 圖巴 (塞內加爾)
圖巴是非洲國家塞內加爾中部的城市，由久爾貝勒區負責管轄，位於首都達喀爾以西約150公里，海拔高度35米，2007年人口529,176，是該國第三大城市，僅次於達喀爾和皮金。
14°52′N 15°53′W / 14.867°N 15.883°W